# Dominikowice (Petite-Pologne)
Pour les articles homonymes, voir Dominikowice.
Dominikowice est une localité polonaise de la gmina et du powiat de Gorlice en voïvodie de Petite-Pologne.